# ワイルドウイリー2
ワイルドウイリー2は、タミヤが販売する電動ラジコンバギー。アメリカのアメリカ合衆国のウィリス・オーバーランド社（現在は、クライスラー社が販売）のジープをデフォルメしたスタイルと、ウイリー走行やスピンターン等コミカルな走行が特徴。元となった1982年に発売されたワイルドウイリスについても記述する。

## 概要
ワイルドウイリスとワイルドウイリー2はスタイルこそ似ているが、シャシーやタイヤ、ホイールに至るまでメカニズム的には全くの別物である。共通しているボディパーツにも、ワイルドウイリスでは前面パネルのスリットが縦型かつラジエターのモールドも表現した2パーツ構成となっていたのに対し、ワイルドウイリー２ではスリットが横型かつ1パーツのみの構成へと変更されている。なおワイルドウイリー2は同時期のタミヤ製ツーリングカーモデルTL-01と構造に共通点が多く、部品やオプションパーツに互換性のあるものも多い。発売に際しては初代の「ワイルドウイリス」から「ワイルドウイリー」へと名称変更が行われている（なお英語表記は新旧とも「WILD WILLY」で同一）。
タミヤのイベントで、姉妹品の「シティーターボウイリーレーサー」のボディーのみが復刻された。透明プラスチックの部品がスモークグレーに成形色変更がされていたが、ほぼそのままの復刻であった。
また、2012年にはワイルドウイリー2のシャーシを使った初の系列車となる「フォルクスワーゲン タイプ2（T1）ウイリー」が発売。
さらに、2012年7月にスズキ・ジムニー（SJ30）ウイリーが発売。

### メカニズム
ワイルドウイリー2
- シャーシ：ABS樹脂製セミモノコック･ラダーフレーム構造
- フロントサスペンション：ダブルウィッシュボーン独立懸架、コイルオーバー・ダンパー
- リアサスペンション：ダブルウィッシュボーン独立懸架、コイルオーバー・フリクションダンパー
- タイヤ：F/R共にVラグパターンタイプ、1ピースホイールに装着
- 原動機：マブチモーター、ジョンソン製540タイプを搭載
- ボディ：強化樹脂製、モノコック構造
- 駆動形式：リアドライブ

シティターボ･ウィリーレーサー
- シャーシ：ABS樹脂製バスタブ･モノコック構造
- フロントサスペンション：ストラット独立懸架、コイルオーバー・フリクションダンパー
- リアサスペンション：ライブアクスル（2リンク支持）
- タイヤ：F／R共にラグパターンタイプ、1ピースホイールに装着
- 原動機：マブチモーター製540Sタイプを搭載
- ボディ：強化樹脂製、モノコック構造
- 駆動形式：リアドライブ

## ワイルドウイリス
当時のタミヤとしては異色のキットである。ボディのデザインは稀代のジープマニアであった、アニメーター・キャラクターデザイナーの大塚康生で、ミリタリー感満載のボディと、座席には躍動感の有るアニメキャラクターのようなドライバーフィギュアが載り、デフォルメモデルでありながらスケールモデルのタミヤの面目躍如であった。
重心を高く、後方に位置させることで、急発進をするだけで簡単にウイリー走行やスピンターンが楽しめた。また、車内の重量物を移動させることが可能で、これにより重量バランスが変わりウイリーをしない普通の走りも楽しめるようになっていた。
『ラジコンボーイ』（月刊コロコロコミック）の主人公使用マシンとして登場させたことで当時の小学生から人気を博したが、これは、タミヤにおけるメディアミックスの先駆けと言われており、その後の、ミニ四駆やダンガンレーサーなど以降に続いて行くこととなる。
翌年には、ワンメークレースで人気のあったホンダシティターボⅡ（ブルドッグ）をモデル化した、シティターボ・ウイリーレーサー（ほぼワイルドウイリスと共通のシャーシ）が発売され、シャーシを流用しロングホイルベース化により通常のオフロード走行に適したモデルとして、以下の2台も同年に発売されています。
- オペルアスコナ400ラリー
- アウディクワトロラリー

本キットのミニチュア版として発売された、コミカルミニ四駆シリーズ「ワイルドウイリスJr」は、高価な本家のラジコン版が買えない低学年の子ども達に人気となり、後のミニ四駆人気の歴史を創った。

### メカニズム
- シャーシ：ABS樹脂製バスタブ･モノコック構造
- フロントサスペンション：ストラット独立懸架、コイルオーバー・フリクションダンパー
- リアサスペンション：ライブアクスル（2リンク支持)
- タイヤ：F／R共にパドルパターンタイプ（インナー入り）、3ピース組み立て式ホイールに装着
- 原動機：マブチモーター製540Sタイプを搭載
- ボディ：強化樹脂製、モノコック構造
- 駆動形式：リアドライブ